# Lamborghini Diablo
Lamborghini Diablo  — суперкар, выпускавшийся итальянской компанией Lamborghini в период с 1990 года по 2001 год. Официальная презентация автомобиля состоялась 21 января 1990 года в городе Монте-Карло.
Название Diablo, означающее Дьявол в переводе с испанского языка, принадлежало свирепому быку герцога Верагуа. Бык был убит во время корриды в Мадриде в 1869 году. 
Дизайн автомобиля имел черты основного стилевого направления 1990-х годов и делал автомобиль более изящным и утончённым в сравнении с моделями компании Lamborghini, выпускавшимися ранее. Diablo стал первым Lamborghini, способным достичь максимальной скорости в 320 км/ч Последний Diablo сошел с конвейера в 2001 году.
В 2002 году в серию пошел новый флагман — модель Murcielago.

## История разработки. Проект P132
В июне 1985 была начата разработка проекта под названием Project 132. В это время Lamborghini находилась под финансовым контролем братьев Мимран из Швейцарии. Новая модель должна была стать заменой суперкара Countach. Было принято решение вновь обратиться к дизайнеру Marcello Gandini, уже успевшего себя зарекомендовать в дизайне практически всех моделей Lamborghini. Изначально в компании рассчитывали выпустить новый флагман к 1988, но вместо этого в мелкую серию пошел юбилейный вариант Countach 25th Anniversary с дизайном от Горацио Пагани .
Дизайн Gandini был агрессивным и футуристичным и являлся отсылкой к формам Countach в 1970-х годах. Капот двигателя был сделан из стекла, но во время предварительных испытаний такое техническое решение привело к перегревам двигателя и от этой идеи отказались.
Новое руководство во главе с Chrysler решило внести корректировки в разработку новой модели. Над прототипом некоторое время работали дизайнеры из Детройтской студии Chrysler, многие элементы кузова сгладили. Gandini был расстроен такими действиями Chrysler и позднее использовал оригинальный проект в модели Cizeta Moroder.
Полученный после Детройтской студии гибрид было легче сопоставлять в дизайне Gandini и Chrysler друг с другом, а также сравнивать с формами Countach и Ferrari TestaRossa на закрытой парковке на территории завода. Во время проведения этого сравнения на парковке присутствовал Ли Якокка, который на тот момент был председателем правления корпорации Chrysler. Новая модель не соответствовала ожиданиям и дизайн Chrysler был снова переделан и на этот раз стал гораздо более близким по форме к окончательной версии Diablo.
Полученный в итоге образец имел темно-серый цвет и номер P132. Оснащенный измерительным оборудованием, P132 проходил испытания на протяжении тысяч километров на трассе Nardi до того, как был отправлен на завод. В настоящее время он находится там в компании ещё 2 оранжевых прототипов. Краш-тесты были выполнены с помощью синей модели P3, третьим построенным прототипом. Испытания были пройдены без каких-либо проблем.
Разработка была завершена спустя 5 лет и стоила Lamborghini 6 млн итальянских лир.

## Первое поколение

### 1990 — Diablo
Diablo был представлен публике 21 января 1990 года в Hotel de Paris в Монте Карло во время проведения второго Lamborghini Day (первый прошел во время презентации Countach 25 Anniversario 1988).
В автомобиле был использован двигатель Lamborghini V12 с увеличенным объёмом до 5709 см³ и приводом на задние колеса. Новая версия двигателя имела двойной верхний распределительный вал (DOHC) и систему электронного впрыска топлива. Все эти нововведения позволили поднять мощность двигателя до 492 л.с. (367 кВт).
Цена автомобиля на момент выпуска (1990 год) составляла $240000. Несмотря на достаточно высокую стоимость, автомобиль был оборудован по-спартански — простой радиоприёмник (опционально устанавливался CD-проигрыватель), ручные стеклоподъёмники, отсутствие антиблокировочной системы для тормозов (ABS). Это было сделано для уменьшения и без этого достаточно большой массы автомобиля. Но, тем не менее, некоторые опции были доступны дополнительно.

### 1993 — Diablo VT
После 3 лет доводок и небольших нововведений в Diablo, компания в 1993 году решила, что улучшенная версия автомобиля может привлечь новых покупателей. В базовую конструкцию автомобиля был внесён ряд технических усовершенствований. Из очевидных изменений — новый дизайн приборной панели, крышка моторного отсека с жёлобом для обзора через зеркало заднего вида, увеличенная площадь воздухозаборников на крыльях.
Новая версия получила буквенное обозначение VT (Viscous Traction — вязкостная тяга) из-за использования вязкостных муфт для привода передней оси.
Производство длилось с 1993 по 1998 год.

### 1995 — Diablo VT Roadster

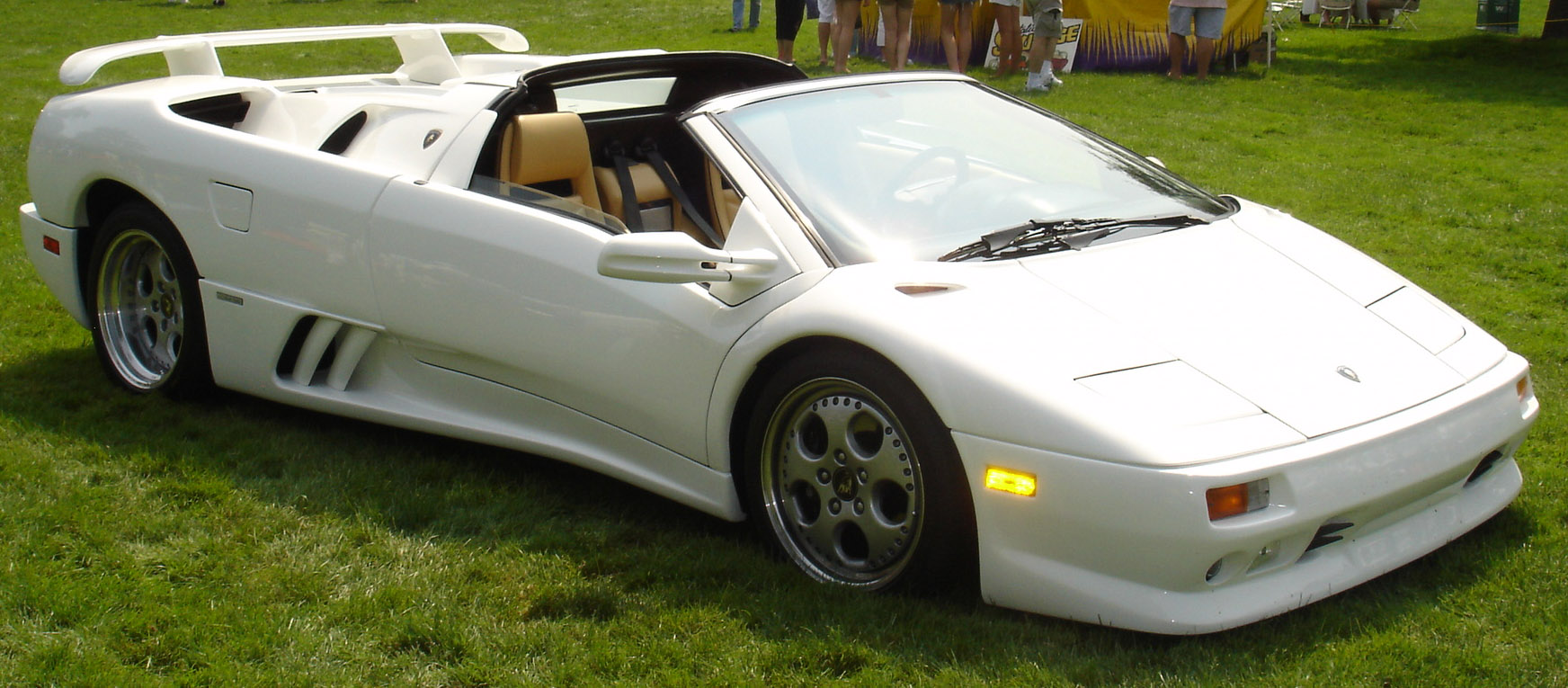
Diablo VT Roadster

Версия Diablo VT Roadster — родстер — была представлена в декабре 1995 года на автосалоне в Болонье.

### 1994 — Diablo SE30
Облегчённый и усиленный вариант автомобиля, модификация SE30 была выпущена в 1994 году ограниченной партией в честь тридцатилетия компании «Ламборгини». Было создано только 150 автомобилей этой модификации, из них 8 — с правым рулём.

### 1995 — Diablo SE30 Jota
В 1995 году компания представила Diablo SE30 Jota. Основное отличие SE30 Jota от предыдущих модификаций — 2 воздухозаборника на крыше автомобиля (по этой причине пришлось отказаться от зеркала заднего вида в салоне). Помимо этого, в автомобиле появилась полностью синхронизированная коробка передач. Усовершенствования двигателя позволили поднять его мощность до 595 л. с. (при 7300 об/мин) оставив неизменным рабочий объём. Предполагается, что было сделано 12 автомобилей SE30 Jota, из них 2 — с правым рулём.
Облегчение автомобиля заключалось в том, что он лишился своего радиоприёмника, кондиционера, звукоизоляции и фирменных сидений из прессованного углеволокна. Всё это позволило уменьшить массу автомобиля на 125 кг, по сравнению со стандартной версией. Автомобиль получил увеличенные дисковые тормоза на все четыре колеса, но ему по-прежнему не хватало антиблокировочной системы.

### 1995 — Diablo SV

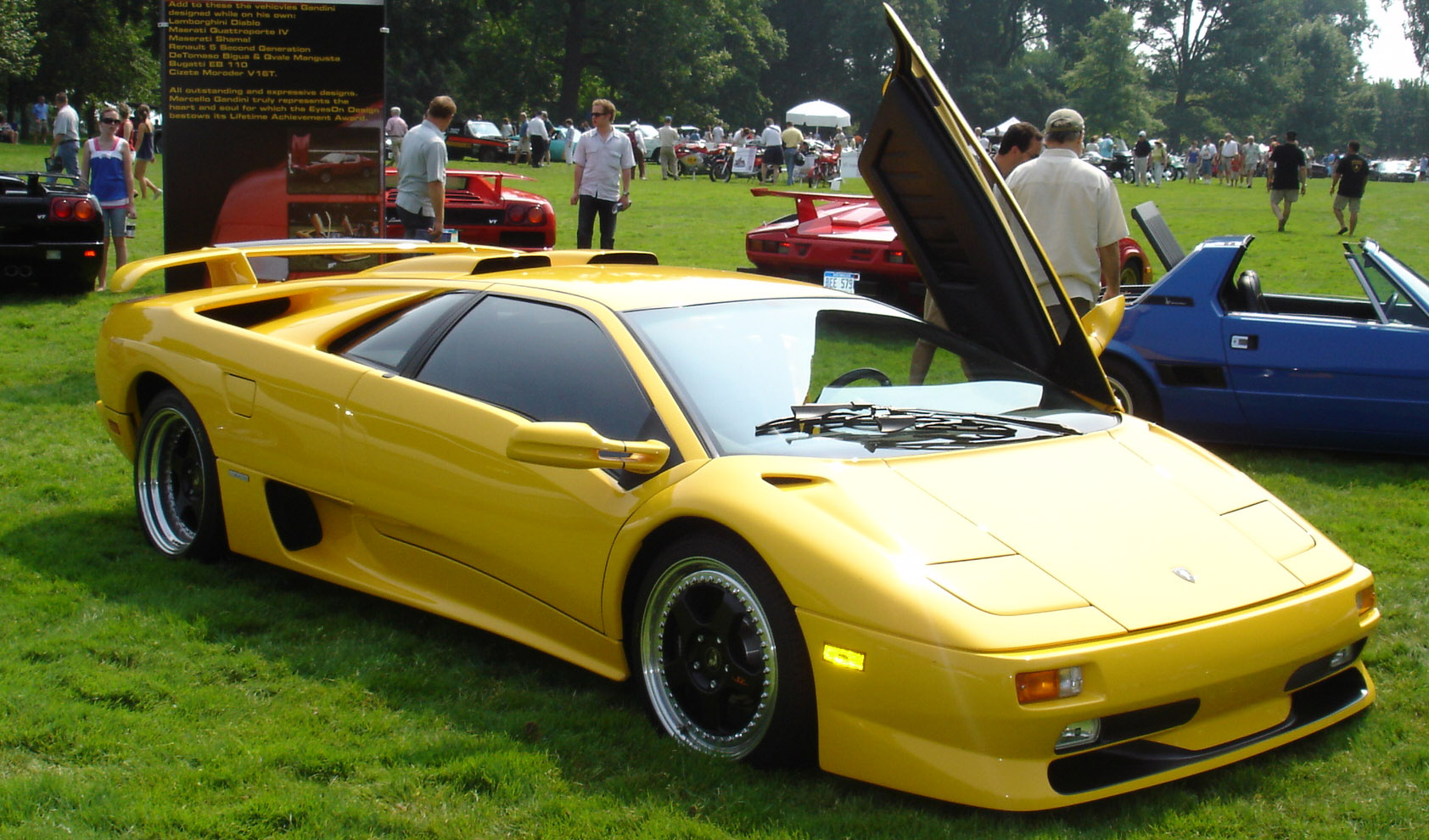
Diablo SV

Модификация SV (Super Veloce — ит. «супер быстрый») являлась дополнительным усовершенствованием базовой модели. Эта модификация является заднеприводной, что может вызывать проблемы при управлении автомобилем на больших скоростях. Но автомобиль получил от модификации VT новую приборную панель, увеличенные тормоза, новый настраиваемый спойлер. На автомобиль ставилась модифицированная версия двигателя Lamborghini V12 мощностью 510 л.с. (380 кВт).
Изменения коснулись также и воздухозаборников.
Дизайнером данной модели был Марчелло Гандини (Marcello Gandini).
Широкой публике автомобиль был представлен в 1995 году на Автосалоне в Женеве.
Тюнинговая компания «Auto König» (Германия) создала свою модификацию этой модели с более серьёзной тормозной системой и двойным турбокомпрессором. Это позволило увеличить мощность двигателя до 800 л. с. (597 кВт).

### 1999 — Diablo VT (ver. 2)
Вторая модификация купе Diablo VT и родстера Diablo VTR отличалась практически только косметическими изменениями. На автомобиле появились фары из модификации SV (заимствованные у Nissan 300ZX и используемые по лицензии), новые колёса и приборная панель. В конструкцию автомобиля были добавлены увеличенные дисковые тормоза, антиблокировочная система и новая система изменения фаз газораспределения. Мощность двигателя увеличилась до 530 л. с. (395 кВт), позволяя разгонять автомобиль с 0 до 100 км/ч за 3,9 секунды.
Несмотря на большие суммы, потраченные на изменения, производство VT и VT Roadster второй версии было остановлено через год.

### 1999 — Diablo SV (ver. 2)
Точно также как и для второй модификации купе VT и родстера VTR, основные исправления модели SV в 1999 году коснулась внешнего вида.

### 1999 — Diablo GT

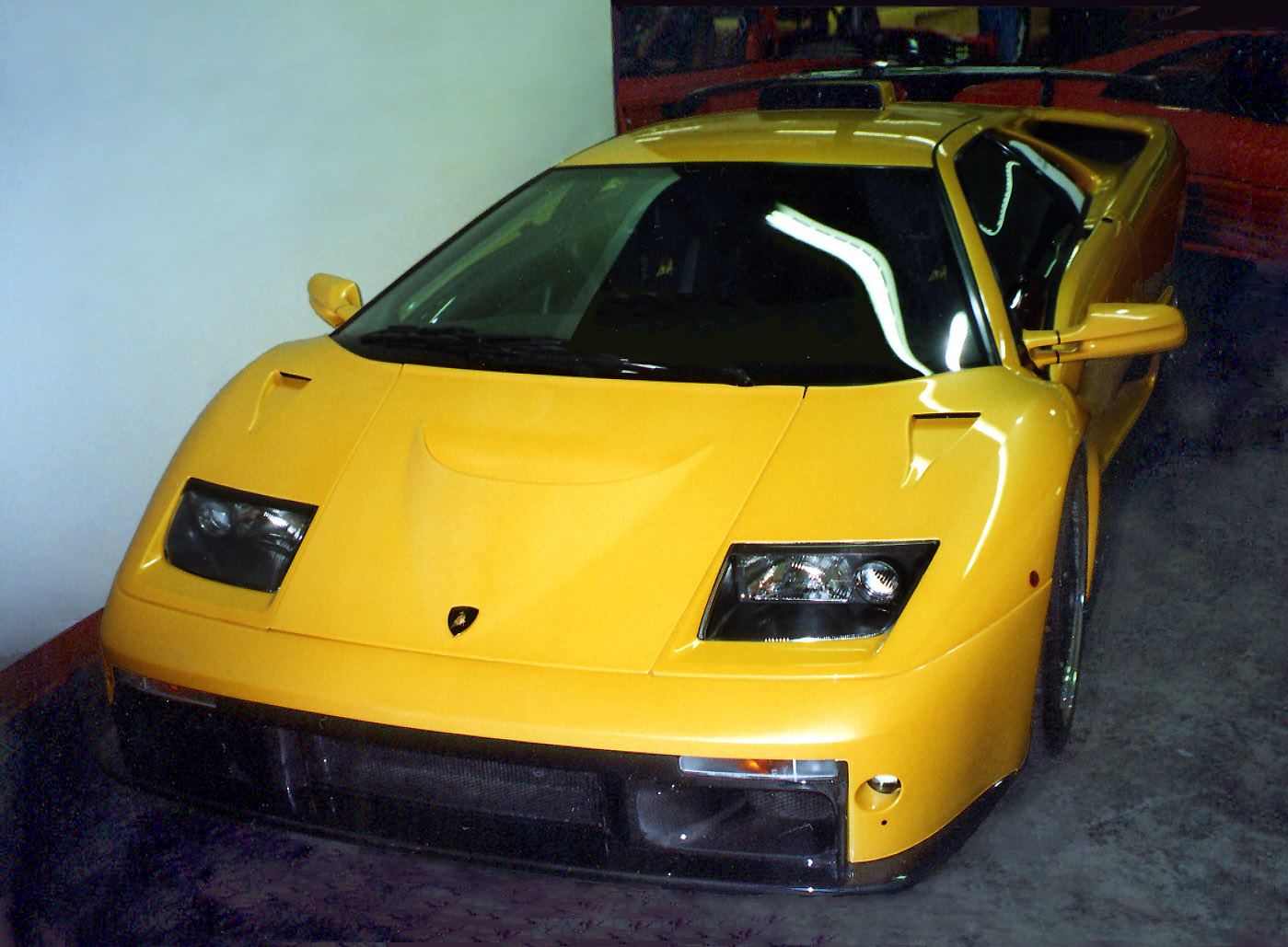
Diablo GT

Lamborghini Diablo GT был выпущен ограниченной партией в 80 автомобилей для продажи только в Европе. Впервые был представлен на Автосалоне в Женеве в марте 1999 года, в продажу поступил в сентябре 1999 года.
На момент выпуска Diablo GT — самый быстрый серийно выпускавшийся автомобиль (максимальная скорость — 368 км/ч). Это было достигнуто увеличением объёма двигателя Lamborghini V12 до 5992 см³. Обновлённый двигатель обладал мощностью 675 л. с. при 7300 об/мин и максимальным крутящим моментом в 830 Нм при 5500 об/мин. Помимо этого изменения коснулись кузова, тормозной и антиблокировочной системы.
Цена этой модификации автомобиля составила $409000.

### 1999 — Diablo GTR
Ещё более ограниченной партией, нежели Diablo GT, была выпущена модель Diablo GTR. Она отличалась в первую очередь форсированным до 590 л. с. двигателем, что позволило развивать скорость до 338 км/ч. Было запланировано к выпуску только 40 автомобилей этой модификации.

### 2000 — Diablo VT 6.0 (VT ver. 3)

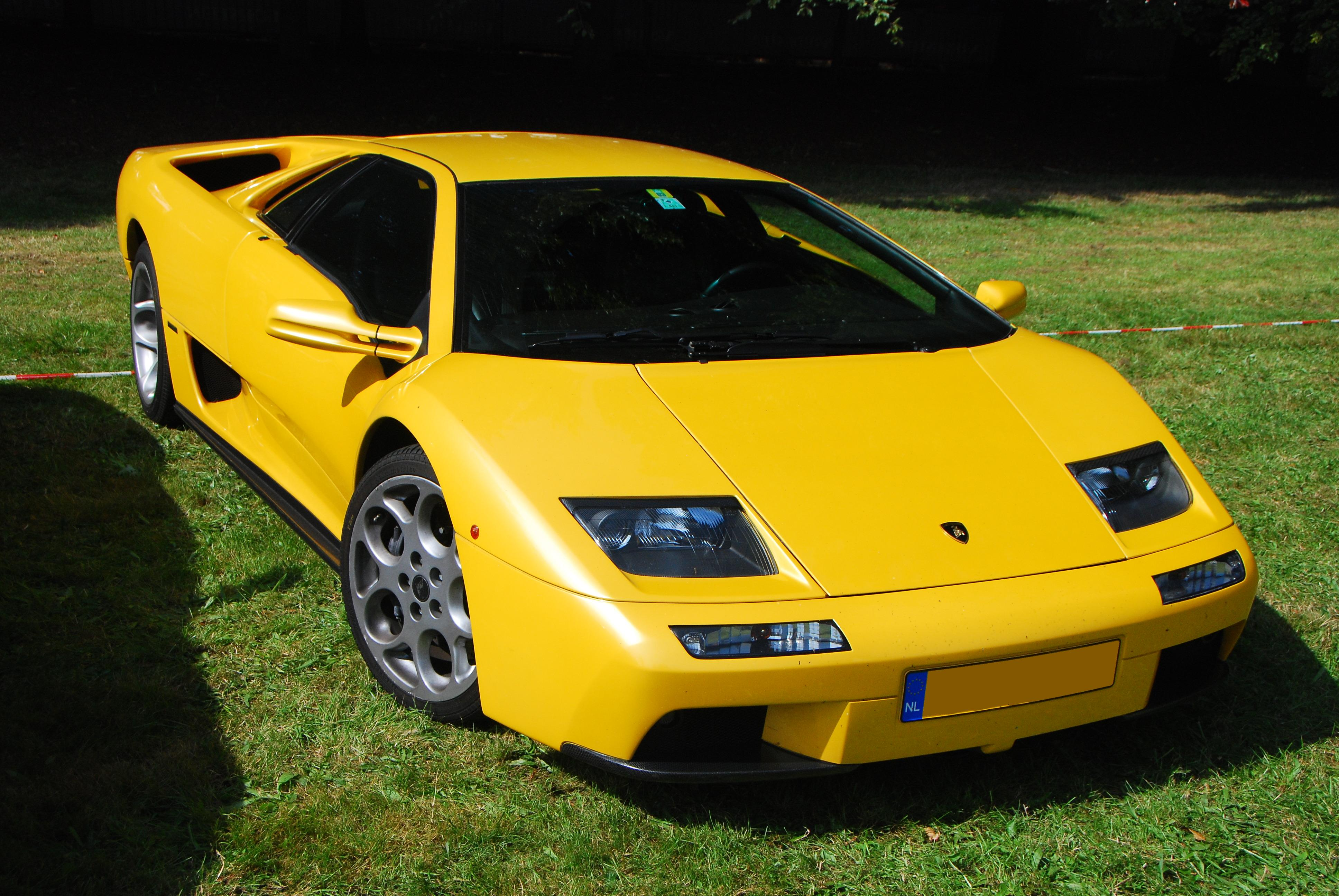

После приобретения Lamborghini компанией Audi AG, было решено внести ряд изменений в конструкцию автомобиля, для увеличения дохода, пока не будет готова замена этой модели — Lamborghini Murciélago. Это было последнее серьёзное перепроектирование автомобиля. В результате автомобиль претерпел серьёзные изменения как внешне, так и в конструкции — передний бампер, воздухозаборники, приборная панель, сиденья поменялись в очередной раз.
Двигатель автомобиля объёмом 6 литров, доставшийся от Diablo GT получил измененную прошивку в компьютере, управляющем работой мотора (ECU), модернизированную топливную и выхлопную системы, модифицированную систему изменения фаз ГРМ.

## Интересные факты
- Всего было выпущено 2903 автомобиля Lamborghini Diablo различных модификаций.
- Прототип Lamborghini Diablo назывался P132.
- Lamborghini Diablo присутствует во многих компьютерных видеоиграх, например, в играх серий Need for Speed, Gran Turismo и Forza Motorsport (включая её спин-офф, Forza Horizon).